# Rial iemenita
O rial iemenita é a unidade monetária (moeda) oficial do Iêmen. Tecnicamente é dividido em 100 fils, apesar de moedas denominadas em fils não terem sido emitidas desde a unificação iemenita. O código ISO do rial iemenita é YER.

## História
A guerra civil iemenita fez com que a moeda divergisse. No sul do Iêmen, que é controlado principalmente por separatistas apoiados pelos Emirados Árabes Unidos e pelo antigo governo apoiado pela Arábia Saudita, a impressão contínua fez com que o valor da moeda despencasse. No entanto, no norte do Iêmen, que é controlado principalmente por Ansar Allah com apoio do Irã, as notas impressas após 2017 não são consideradas moeda legal. Portanto, a taxa de câmbio permaneceu estável. As diferenças entre as notas impressas antes e depois de 2017 podem ser determinadas pelo seu tamanho.
En 2024, pela primeira vez em quase uma década, o governo de fato liderado pelos Houthis do Iêmen anunciou a emissão de uma moeda de 100 riais recém-cunhada, uma medida que provocou protestos do governo reconhecido internacionalmente e de seu banco central sediado em Áden como uma “escalada perigosa”.
Em janeiro de 2025, a moeda se deteriorou ainda mais para um ponto histórico baixo, onde 1 USD foi negociado a 2150 riais iemenitas devido à falta de disponibilidade de moeda estrangeira nos mercados de câmbio e à falha das autoridades governamentais em intervir com soluções para esse problema. Esse declínio foi observado em áreas sob o controle do Conselho de Liderança Presidencial apoiado internacionalmente, enquanto a taxa de câmbio do rial iemenita permaneceu estável em áreas controladas pelos Houthis, onde o dólar estava aproximadamente a 530 riais.